# Milicia excelsa
Milicia excelsa là một loài cây gỗ thuộc khu vực châu Phi nhiệt đới. Loài này có ở Angola, Bénin, Burundi, Cameroon, Cộng hòa Trung Phi, Cộng hòa Congo, Cộng hòa Dân chủ Congo, Bờ Biển Ngà, Guinea Xích Đạo, Ethiopia, Gabon, Ghana, Kenya, Malawi, Mozambique, Nigeria, Rwanda, São Tomé và Príncipe, Sierra Leone, Sudan, Tanzania, Togo, Uganda, và Zimbabwe. Chúng hiện đang bị đe dọa vì mất môi trường sống.
Đây là một trong những loài cho gỗ iroko.
Cây này nhờ có loài dơi Eidolon helvum giúp phát tán hạt.

## Hình ảnh

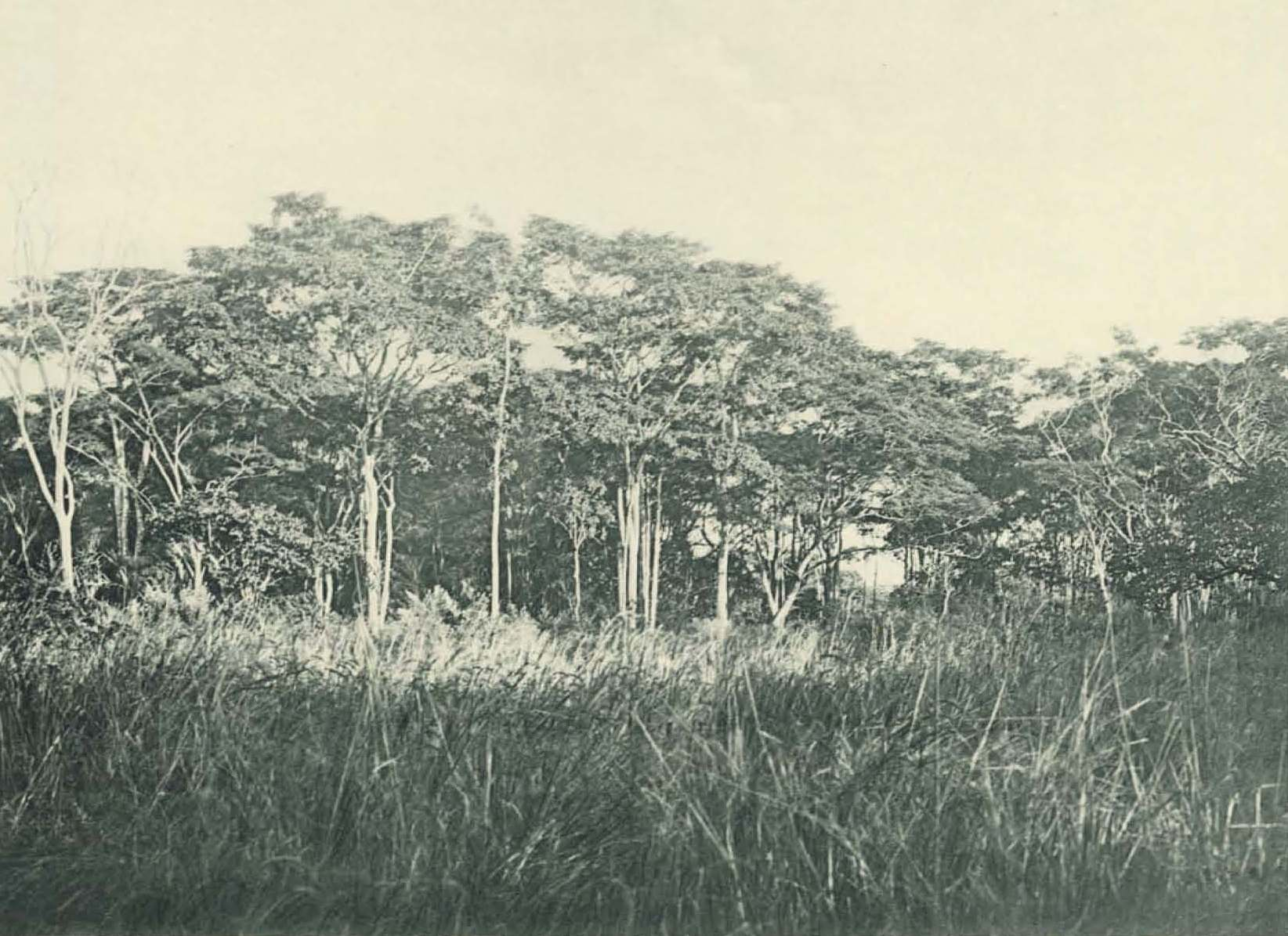
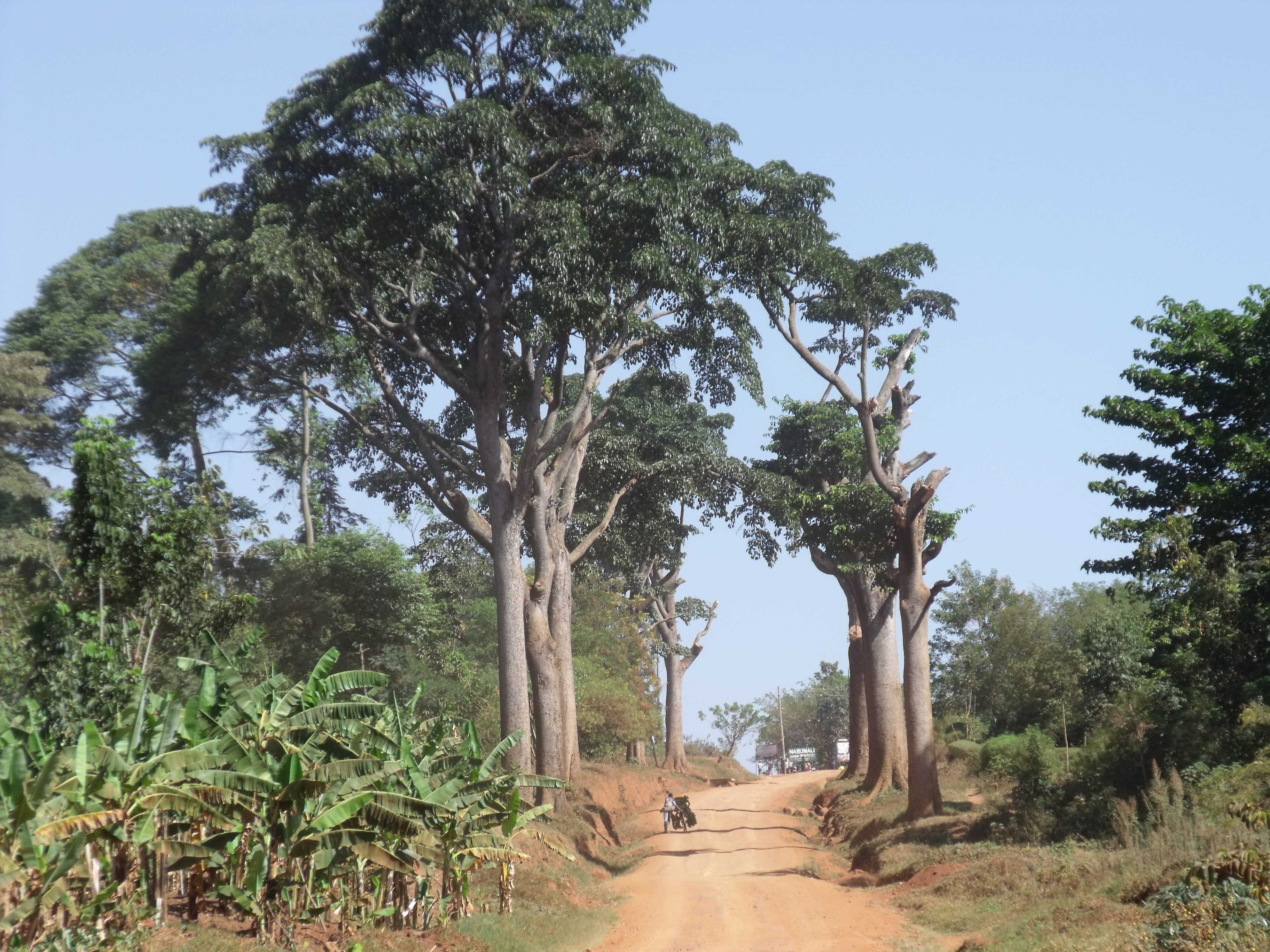

- Tập tin:Sanctuaire Marial d'Abidjan Notre-Dame-d'Afrique-Mere-de-toute-grace.jpg